# Mesa Vista
Mesa Vista – jednostka osadnicza w Stanach Zjednoczonych, w stanie Kalifornia, w hrabstwie Alpine.